# Denkard
Das Denkard (auch Dēnkard, Dēnkart, Dinkard oder Dinkart geschrieben), übersetzt „Akta der Religion“, ist das mit über 1000 Druckseiten wichtigste mittelpersische Religionsbuch des Zoroastrismus. Die überlieferte Version stammt von Ādurbād Ēmēdān, einem Autor aus dem 9. bis 10. Jahrhundert n. Chr. Dēn bedeutet „Religion, Glaube; Glaubenslehre; Gewissen; Eigenwesen“ und k(a)rd/t „Akten, Karten; Kapitel, Abschnitt; Werk“.
Der Text bestand ursprünglich aus neun Büchern, von denen aber die ersten beiden und fast die Hälfte des dritten Buches nicht mehr erhalten sind. Das Denkard stammt von verschiedenen Autoren, von denen einige Hauptautoren namentlich erwähnt werden, und ist von sehr unterschiedlicher Wichtigkeit für zoroastrische Gläubige. Der Iranist Jean de Menasce, der grundlegende textwissenschaftliche Untersuchungen zum Denkard veröffentlichte, bezeichnete es als „eine mazdaistische (zoroastrische) Enzyklopädie“. Wie alle mittelpersisch-zoroastrischen Religionsbücher des 9. bis 11. Jahrhunderts n. Chr. hatte auch das Denkard die Funktion, die einst umfangreichen Lehren des Zoroastrismus durch Zusammenfassung für die zoroastrische Nachwelt zu erhalten, weil durch die voranschreitende Islamisierung des ehemaligen Sassanidenreichs, das 642/51 von den Arabern erobert worden war, zum einen Teile des ausgedehnten Schrifttums verloren waren und zum anderen die zoroastrische Priesterschicht, die Mager, zunehmend dezimiert wurde. Das Denkard liefert neben Bundahischn (Bundahišn) zur tieferen Erforschung der zoroastrischen Philosophie und Doktrinalgebäude die umfassendste erhaltene Datenquantität. Zum anderen ist es von großer Bedeutsamkeit, weil es viele verloren gegangene Schriften aufzählt. So enthält es in den Büchern VIII und IX eine genaue Beschreibung einer verlorengegangenen Avesta-Version.

## Plan des Avesta
Gemäß dem Denkard bestand das Avesta in seiner Zeit aus 21 Büchern (nasks). Von diesen 21 Büchern sind Teile des Yasna, der Vendidad und Teile des Yascht überliefert. Es wurde deshalb oft geschätzt, dass die überlieferten Manuskripte etwa ein Viertel des gesamten Komplexes ausmachten. In den folgenden Tabellen ist die Beschreibung des Denkard dargestellt:
1. Teil
Bücher des Gāhānīg oder Bücher in Bezug auf die Gāthās
| Nummer | Name in mittelpersischer Sprache | Beschreibung                 |
| ------ | -------------------------------- | ---------------------------- |
| 1      | Stōd Yasn                        | nask, das die Gāthās enthält |
| 2      | Sūdgar                           | Kommentare zu den Gāthās     |
| 3      | Warštamānsar                     | Kommentare zu den Gāthās     |
| 4      | Bag                              | nicht untersucht             |
| 5      | Vašti                            | bereits verloren             |
| 6      | Hādōxt                           | verschiedene Texte           |
| 7      | Spand                            | die Legende von Zarathustra  |

2. Teil
Bücher des hādamānsarīg oder der rituellen Formeln
| Nummer | Name in mittelpersischer Sprache | Beschreibung                                      |
| ------ | -------------------------------- | ------------------------------------------------- |
| 1      | Dāmdād                           | Erzählung der Kosmogonie                          |
| 2      | Vaxtar                           | verloren                                          |
| 3      | Pāzen                            | Tages- und Jahreseinteilungen                     |
| 4      | Ratuštāiti                       | Opferreglemente                                   |
| 5      | Brīh                             | Überlegungen zur religiösen Moral                 |
| 6      | Kaškaysrav                       | Bestimmungen zur Aufhebung ritueller Verfehlungen |
| 7      | Vištāsp Sāst                     | Lehre zum Visparad                                |

3. Teil
Bücher des dādīg oder juristische Bücher
| Nummer | Name in mittelpersischer Sprache | Beschreibung                                                   |
| ------ | -------------------------------- | -------------------------------------------------------------- |
| 1      | Nigādom                          | juristisches Buch                                              |
| 2      | Duzd-sar-ōzad                    | juristisches Buch                                              |
| 3      | Huspārōm                         | juristisches Buch                                              |
| 4      | Sagādom                          | juristisches Buch                                              |
| 5      | Vidēvdād                         | juristisches Buch                                              |
| 6      | Cihrdād                          | Geschichte des Irans                                           |
| 7      | Bayān Yasn                       | Opfer an verschiedene Gottheiten, auch Bagǎn Yašt geschrieben. |